# Duets (山下久美子のアルバム)
『Duets』（デュエッツ）は、山下久美子のカヴァー・アルバムで、2005年12月21日に東芝EMI / Virgin Musicから発売された。

## 概要
デビュー25周年記念アルバムとして発売されたデュエットカヴァー・アルバムで、忌野清志郎をはじめ、THE HIGH-LOWSの甲本ヒロト、吉川晃司らが参加している。

## 収録曲
| #         | タイトル                                                                      | 作詞                           | 作曲                 | 編曲                                | 時間  |
| --------- | ----------------------------------------------------------------------------- | ------------------------------ | -------------------- | ----------------------------------- | ----- |
| 1.        | 「愛の行方 feat.忌野清志郎」                                                  | 忌野清志郎                     | 忌野清志郎           | 吉田建                              | 4:24  |
| 2.        | 「ドレミの歌 (Do Re Mi) feat.甲本ヒロト (THE HIGH-LOWS)」                     | Richard Rodgers                | Oscar Hammerstein II | 吉田建                              | 3:16  |
| 3.        | 「やさしさに包まれたなら feat.chara, ちわきまゆみ & YOU」                     | 荒井由実                       | 荒井由実             | 片寄明人 (Great3, Chocolat & Akito) | 3:14  |
| 4.        | 「ラチエン通りのシスター feat.浜崎貴司」                                      | 桑田佳祐                       | 桑田佳祐             | 吉田建                              | 4:32  |
| 5.        | 「きみの友だち (You've Got A Friend) feat.大澤誉志幸 & 大友康平 (HOUND DOG)」 | Carole King                    | Carole King          | 吉田建                              | 4:59  |
| 6.        | 「月光価千金 (Get Out And Get Under The Moon) feat.植木等」                   | William Jerome, Charles Tobias | Larry Shay           | 吉田建                              | 2:47  |
| 7.        | 「Sweet Memories feat.麗蘭」                                                  | 松本隆                         | 大村雅朗             | 吉田建                              | 4:56  |
| 8.        | 「シ・ア・ワ・セ feat.宮沢和史」                                              | 宮沢和史                       | 小野リサ             | 古川昌義                            | 4:07  |
| 9.        | 「SOMEDAY feat.吉川晃司」                                                     | 佐野元春                       | 佐野元春             | 吉田建                              | 5:27  |
| 10.       | 「The Rose feat.亀渕友香」                                                    | Amanda McBroom                 | Amanda McBroom       | 吉田建                              | 3:51  |
| 11.       | 「A Silver Girl (ずっと昔から) 〜Re-Mix2005〜 feat.佐野元春」(Bonus Track)    | 佐野元春                       | 佐野元春             | 吉田建                              | 4:10  |
| 合計時間: | 合計時間:                                                                     | 合計時間:                      | 合計時間:            | 合計時間:                           | 45:43 |

## 楽曲解説
1. 愛の行方 feat.忌野清志郎
  - 新曲。
  - 日本テレビ系『ぐるぐるナインティナイン』エンディングテーマ
2. ドレミの歌 (Do Re Mi) feat.甲本ヒロト (THE HIGH-LOWS)
  - 1959年に発表されたミュージカル『サウンド・オブ・ミュージック』の劇中歌のカヴァー。
  - コーラスに山下の実娘が参加している[4]。
3. やさしさに包まれたなら feat.chara, ちわきまゆみ & YOU
  - 荒井由実（現・松任谷由実）が1975年に発表した楽曲のカヴァー。
4. ラチエン通りのシスター feat.浜崎貴司
  - サザンオールスターズが1979年に発売されたアルバム『10ナンバーズ・からっと』に収録されている楽曲のカヴァー。
5. きみの友だち (You've Got A Friend) feat.大澤誉志幸 & 大友康平 (HOUND DOG)
  - アメリカのシンガーソングライターであるキャロル・キングが1971年に発表した楽曲のカヴァー。
6. 月光価千金 (Get Out And Get Under The Moon) feat.植木等
  - 1928年に発表されたアメリカのポピュラー・ソング「月光価千金 (Get Out And Get Under The Moon)」のカヴァー。
7. Sweet Memories feat.麗蘭
  - 松田聖子が1983年に発表した楽曲のカヴァー。
8. シ・ア・ワ・セ feat.宮沢和史
  - 小野リサが1997年に発売されたアルバム『ESSENCIA』に収録されている楽曲のカヴァー。
9. SOMEDAY feat.吉川晃司
  - 佐野元春が1981年に発表した楽曲のカヴァー。
10. The Rose feat.亀渕友香
  - アメリカの歌手であるベット・ミドラーが1979年に発表した楽曲のカヴァー。
11. A Silver Girl (ずっと昔から) 〜Re-Mix2005〜 feat.佐野元春 (Bonus Track)
  - ボーナス・トラック。
  - 山下が1982年に発売されたアルバム『Baby Baby』に収録されている「A Silver Girl (ずっと昔から)」のリミックス。

## 参加ミュージシャン
| 愛の行方 feat.忌野清志郎 - Harp：忌野清志郎 - E.Bass：吉田建 - E.Guitar：土屋公平, 三宅伸治 - Drums：江口信夫 - Wurlitzer / Hammond Organ：富樫春生 ドレミの歌 (Do Re Mi) feat.甲本ヒロト (THE HIGH-LOWS) - E.Bass：吉田建 - E.Guitar：土屋公平 - Drums：村石雅行 - Wurlitzer / Keyboard：富樫春生 - Chorus：山下あかね, 山下ひかる やさしさに包まれたなら feat.chara, ちわきまゆみ & YOU - Glockenspiel：片寄明人 (Great3, Chocolat & Akito) - Guitars：清水ひろたか - Drums / Percussion：あらきゆうこ (mi-gu) ラチエン通りのシスター feat.浜崎貴司 - E.Bass / E.Guitar：吉田建 - E.Guitar / Chorus：中野督夫 (SENTIMENTAL CITY ROMANCE) - A.Guitar / Chorus：告井延隆 (SENTIMENTAL CITY ROMANCE) - Drums：江口信夫 - Piano：富樫春生 きみの友だち (You've Got A Friend) feat.大澤誉志幸 & 大友康平 (HOUND DOG) - Gut Guitar：大澤誉志幸 - A.Bass：吉田建 - A.Guitar：古川昌義 - Percussion：斉藤ノブ | 月光価千金 (Get Out And Get Under The Moon) feat.植木等 - E.Bass：吉田建 - E.Guitar：西川進 - Drums：村石雅行 Sweet Memories feat.麗蘭 - A.Guitar：仲井戸“CHABO”麗市 - E.Guitar：土屋公平 - E.Bass：吉田建 - Drums：村上“ポンタ”秀一 - Piano：富樫春生 シ・ア・ワ・セ feat.宮沢和史 - A.Guitar：古川昌義 - E.Bass：美久月千晴 - Drums：江口信夫 - Piano：中西康晴 - Flugel Horn：佐野聡 - Flute：春名正治 SOMEDAY feat.吉川晃司 - E.Bass：吉田建 - E.Guitar：西川進 - Drums：そうる透 - Piano：富樫春生 - Alto Sax：小池修 The Rose feat.亀渕友香 - E.Guitar：鳥山雄司 - Hammond Organ：島健 |